# Carnaby Street
Carnaby Street est une rue commerçante piétonne à Londres, au Royaume-Uni.

## Situation et accès
Située dans le quartier de Soho, près d'Oxford Street et Regent Street, elle accueille de nombreux commerces de mode. La rue est aussi emblématique du Londres des années 1960, connu sous le nom de Swinging London, et a été un épicentre de la musique urbaine dans les années 2000.
Le quartier est desservi par les lignes  Bakerloo  Central  Victoria à la station Oxford Circus.

Carnaby Street en 1966 et 1968.
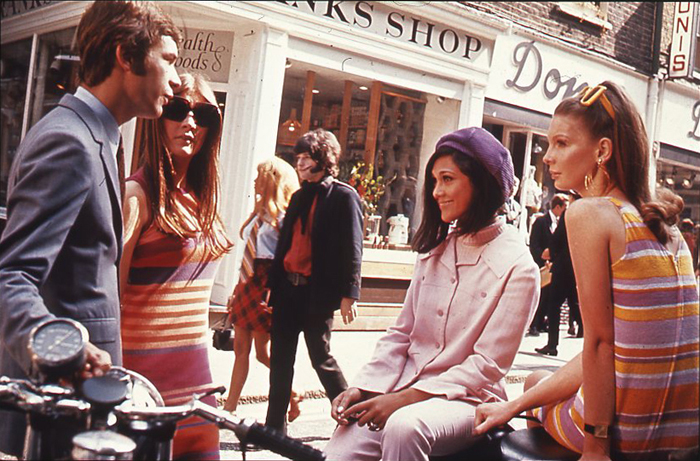
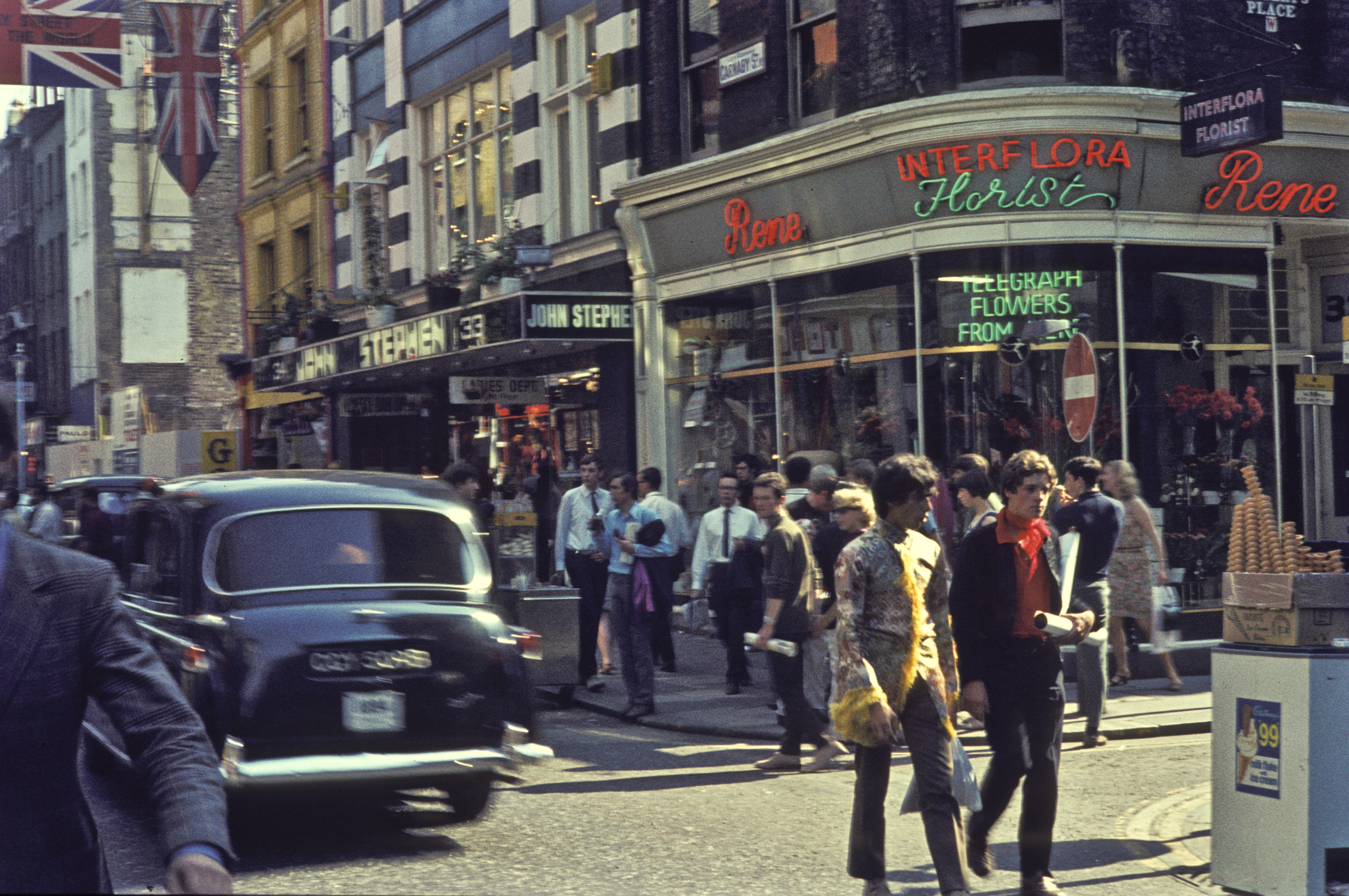

## Origine du nom
Carnaby Street tire son nom d’une maison, Karnaby House, qui se trouvait à cet endroit mais dont l'origine du nom est inconnue.

## Historique
La rue est aménagée dans les années 1680. 
En 1934, Amy Ashwood Garvey et Sam Manning ouvrent le Florence Mills Social Club, un club de jazz devenu un lieu de rassemblement pour les partisans du panafricanisme, au numéro 50.
Un jeune entrepreneur, John Stephen, y ouvre dès 1958 sa première boutique intitulée His Clothes et fréquentée par le milieu artistique. Dans les années 1960, Carnaby Street est populaire auprès des adeptes des styles mod et hippie. De nombreuses boutiques de mode indépendantes et des designers (tels que Mary Quant) ont des locaux dans la rue, et divers bars musicaux underground sont à proximité,. Des groupes tels que Small Faces, The Who et les Rolling Stones y apparaissent  pour travailler (au Marquee Club au coin de Wardour Street), faire du shopping et se promener. 
La rue devient piétonnière en 1973.

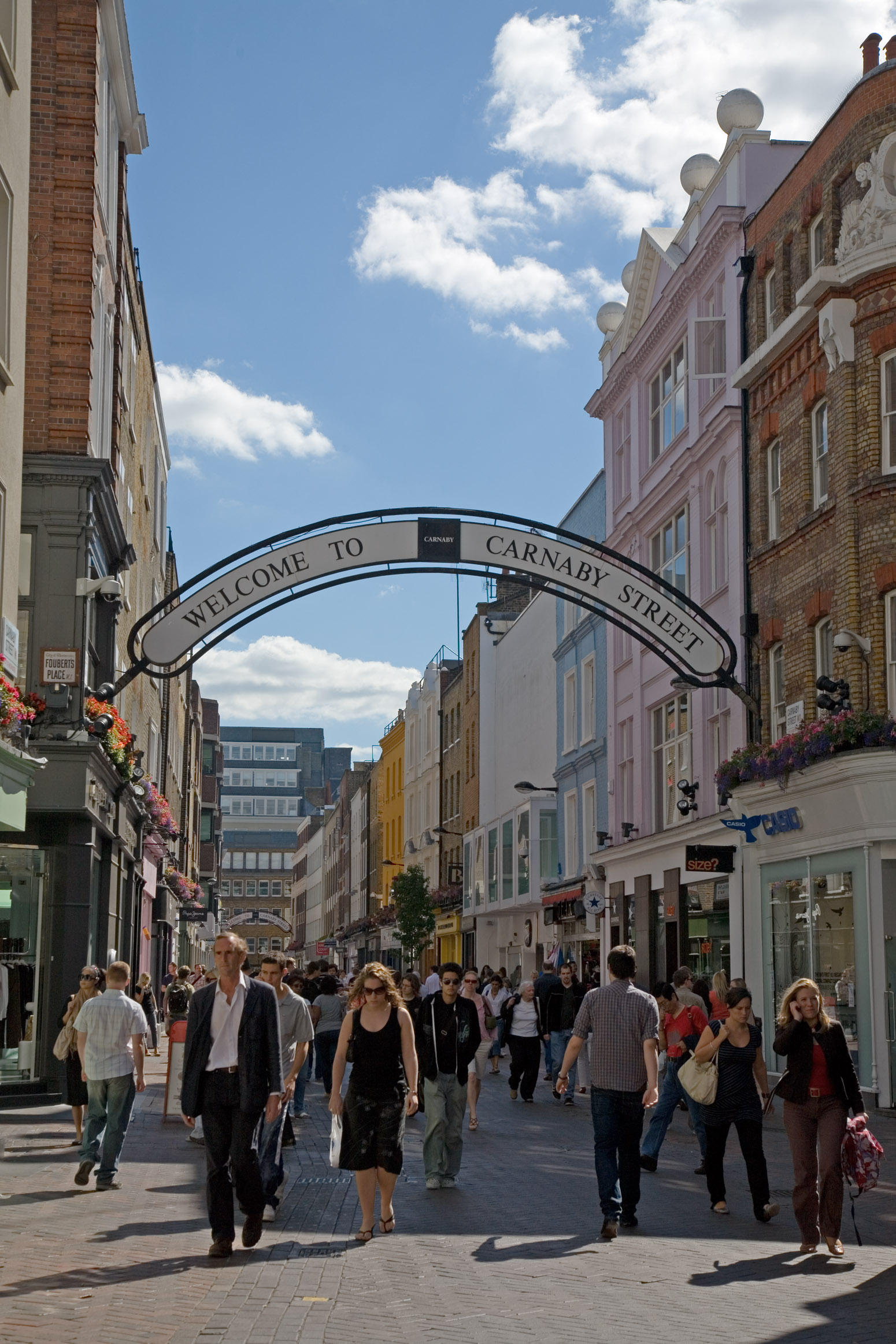
Carnaby Street en 2006.

Quelques décennies plus tard, un magasin de disques hip-hop, Deal Real, participe de fait à la renommée et l'animation de la rue, entre 2002 et 2007. Les stars de la nouvelle génération du hip-hop s’y produisent. Deal Real est initialement situé au 3 Marlborough Court, juste à côté de Carnaby Street. Amy Winehouse, Kanye West, John Legend, Mos Def et Lupe Fiasco s’y produisent devant des foules ferventes, des fans et des passants curieux. C’est l'épicentre de la jeunesse urbaine de Londres.